# Titularbistum Theodosiopolis in Armenia
Theodosiopolis in Armenia (ital.: Teodosiopoli di Armenia) ist ein Titularbistum der römisch-katholischen Kirche.
Es geht zurück auf einen untergegangenen Bischofssitz in der antiken Stadt Theodosiopolis (heute Erzurum), die in der römischen Provinz Cappadocia bzw. in der Spätantike Armenia minor in Zentralanatolien in der heutigen Türkei lag. Der Bischofssitz war der Kirchenprovinz Camachus zugeordnet. 
| Titularbischöfe von Theodosiopolis in Armenia |                                                         |                                                                    |                    |                  |
| Nr.                                           | Name                                                    | Amt                                                                | von                | bis              |
| 1                                             | Carlo Ciocchi Titularerzbischof pro hac vice            | emeritierter Bischof von Valva und Sulmona (Italien)               | 20. Dezember 1762  |                  |
| 2                                             | Francesco Antonio Fracchia                              |                                                                    | 26. September 1778 | 21. Oktober 1795 |
| 3                                             | Athanasio Saraff                                        |                                                                    | 19. Mai 1795       | 19. März 1815    |
| 4                                             | Krikor Eugene Baghinanti Titularerzbischof pro hac vice | Weihbischof für den Armenischen Ritus in Rom                       | 11. Juni 1815      | 1832             |
| 5                                             | Vincenzo di Giovanni Titularerzbischof pro hac vice     | Prälat von Santa Lucia del Mela (Italien)                          | 1. April 1897      | 20. Juli 1903    |
| 6                                             | Wilhelm Atanazy Kloske                                  | Weihbischof in Gnesen-Posen (Polen)                                | 29. Dezember 1910  | 12. Mai 1925     |
| 7                                             | Joseph Hu Joo-shan CM                                   | Apostolischer Vikar von Taichow (Republik China (1912–1949))       | 30. Juli 1926      | 11. April 1946   |
| 8                                             | Domenico Della Vedova                                   | emeritierter Bischof von Tivoli (Italien)                          | 12. April 1950     | 24. Februar 1951 |
| 9                                             | Antoni Baraniak SDB                                     | Weihbischof in Gniezno (Polen)                                     | 26. April 1951     | 30. Mai 1957     |
| 10                                            | Horacio Arturo Gómez Dávila                             | Weihbischof in Córdoba Koadjutorbischof von La Rioja (Argentinien) | 13. Juni 1958      | 22. Februar 1964 |